# جسم زيتوني
في التشريح، الأجْسَام الزَّيتونيّة أو اختصارًا الزَّيتونَة (باللاتينيّة: oliva، وجمعها: olivae)، هي زوج ذي بُنية بَيْضَوِيّة ناتِئة في النُخاع المُستطيل، وهو القسم السُفليّ من جذع الدماغ. ويحويان النَّواة الزَّيتُونِيَّة.

## روابط خارجيّة
- غرايز أناتومي (كتاب) s187 (المصدر الرئيسيّ للمقالة)
- صور لشريحة دماغية مصبوغة تُشمل "Olivary%20nucleus" على مشروع برين مابز [الإنجليزية]‏

## معرض صور

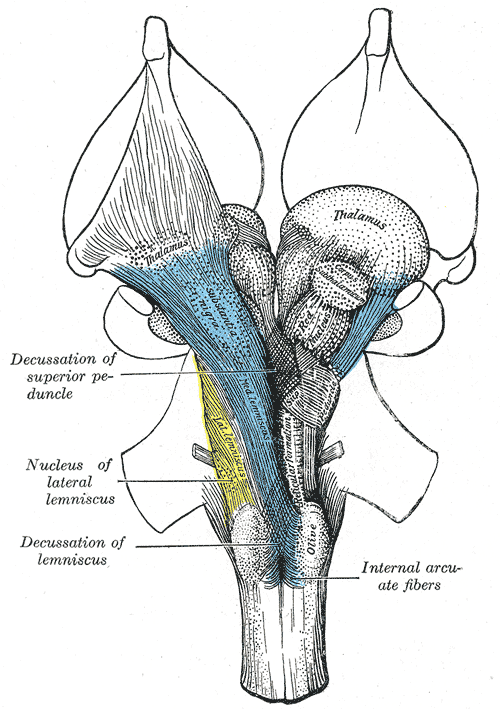
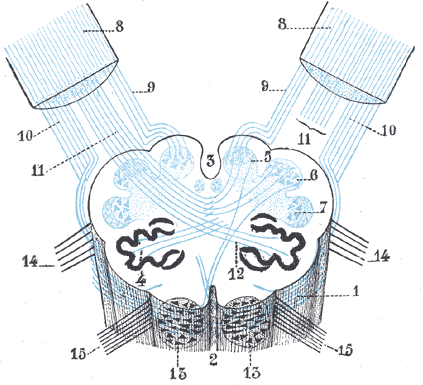